# Axel Lundh
Carl Axel Theodor Lundh, född 18 augusti 1845 i Klara församling i Stockholm, död den 24 september 1912, var en svensk agronom och lantbrukare.  

## Biografi
Axel Lundh, även kallad patron Lundh, var lantbrukselev mellan 1861 och 1868. Efter avslutad utbildning blev han år 1868 arrendator av Magda gård, som han den 21 april 1874 köpte av Charles von Oelreich för 125 000 kr. 
Lundh var en skicklig lantbrukare som omvandlade gården till en modern jordbruksegendom med nya tidsenliga ekonomibyggnader, ritade av arkitekten Max Hermelin. Han förblev ägare av Magda gård fram till 1910.
Lundh blev utnämnd till riddare av Vasaorden år 1895 och fem år senare blev han även ledamot av Kungliga Skogs- och Lantbruksakademien.

## Familj
Axel Lundh var son till bryggaren Carl August Lundh (1811–1862) och Hedvig Regina Wilhelmina Werner (1811–1893). Familjen bodde på Klara norra kyrkogata 23 i Stockholm. Axel Lundh var brorson till målaren Theodor Lundh.
1872 gifte han sig med Elna Christina Sofia Nystedt, dotter till kyrkoherden Anders Nystedt och Elna Christina Ågren i Näshulta församling. Hustrun avled emellertid år 1876 i lungsot i San Remo i Italien, 24 år gammal.
År 1890 gifte han om sig med Hildur Ingeborg Maria Lindroth (1871–1950). Tillsammans fick de tre barn: Hildur Elna Wilhelmina (1891-1986), Erik Axel Fredrik (landshövding) (1895-1967) och Per Henrik Lundh (1900-1951).